# Rickard Rydell

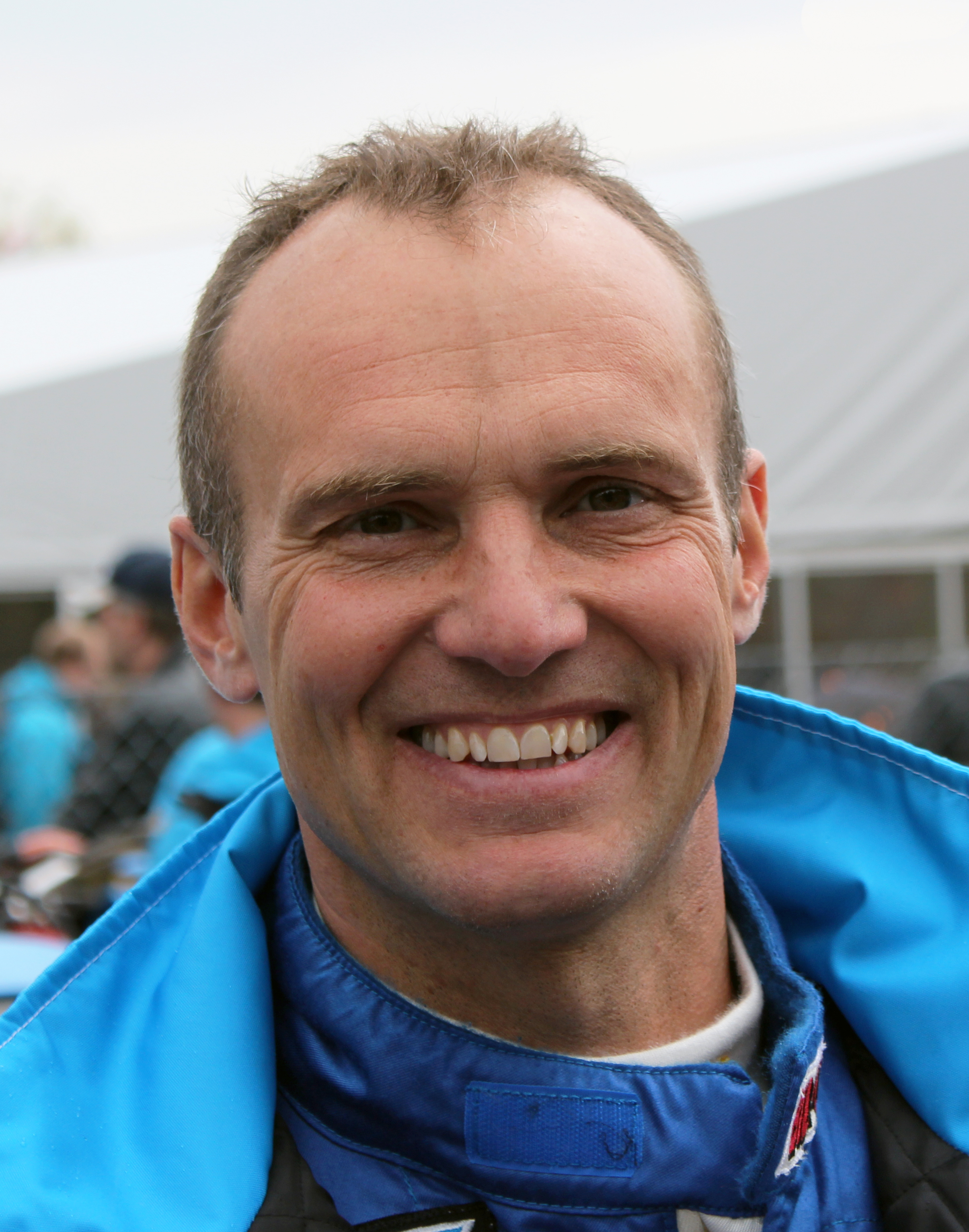
Rickard Rydell in 2012.

Rickard Rydell (Vallentuna, Stockholm, 22 september 1967) is een Zweeds autocoureur.

## Carrière

### Vroege carrière
In 1984 en 1985 won Rydell het Zweedse 100cc kartingkampioenschap. In het begin van de jaren 90 reed hij in verschillende Formule 3-kampioenschappen. Ook behaalde hij pole position in de Grand Prix van Macau in 1991 en won hij hier in 1992. Hij nam deel aan de All-Japan F3 in 1992 en 1993, het Britse Formule 3-kampioenschap in 1989 en 1991 en het Zweedse Formule 3-kampioenschap in 1987 en 1988. In 1990 reed hij in de Formule 3000.

### Toerwagens
In 1994 stapte Rydell over naar het British Touring Car Championship, waar hij in een Volvo 850 reed. In 1995 behaalde hij pole position in 13 van de 24 races, maar door slechte starts won hij slechts viermaal en eindigde hij als derde in het kampioenschap, wat hij ook deed in 1996, 1999 en 2000. Na vijf jaar met Volvo stapte hij over naar Ford in 2000.
In 1998 won Rydell het BTCC in een Volvo. Ook won hij de Bathurst 1000 in dat jaar samen met Jim Richards in een Volvo S40.
In 2001 wachtte Rydell vooral op een te bouwen Volvo voor het European Touring Car Championship, maar hij reed in een Ferrari 550 Maranello in de FIA GT voor Prodrive. In 2002 en 2003 reed hij in het ETCC met fabriekssteun in 2002 en in 2003 als een independent.
In 2004 stapte Rydell over naar het SEAT Sport Team in het ETCC. Ook nam hij deel aan twee races in het Swedish Touring Car Championship, waar hij één overwinning behaalde.
In 2005 bleef Rydell voor SEAT rijden in het nieuwe World Touring Car Championship. Hij eindigde als vijfde in het kampioenschap met een overwinning in de tweede race op Silverstone. In 2006 bleef hij voor Seat rijden en eindigde hij als zevende zonder overwinningen en twee tweede plaatsen als beste resultaat.
In 2007 verloor Rydell zijn zitje bij SEAT en reed in plaats hiervan in een Aston Martin DBR9 voor het team Prodrive in het GT-kampioenschap. In het WTCC-weekend op de Scandinavian Raceway in Zweden keerde hij terug in het kampioenschap als vierde coureur voor Chevrolet en lokale gastrijder. Hij won de tweede race van het weekend, voor zijn teamgenoten Nicola Larini en Alain Menu. In het laatste raceweekend op het Circuito da Guia werd hij uitgekozen door SEAT als aanvullende coureur om ten minste één kampioenschap te behalen. Zelf werd hij elfde en zesde in de races, maar dit was niet genoeg om een van de coureurs kampioen te laten worden en ook niet om SEAT het constructeurskampioenschap te laten winnen.
In 2008 keerde Rydell fulltime terug bij SEAT als een van hun coureurs in de strijd om de titel. Hij eindigde als vijfde in het kampioenschap met overwinningen op het Autódromo do Estoril en het Okayama International Circuit. In 2009 bleef hij voor SEAT rijden. Met een overwinning op het Autódromo Miguel E. Abed eindigde hij als zevende in het kampioenschap.
Nadat hij in 2010 commentator was voor het STCC in Zweden, keerde Rydell in 2011 terug in datzelfde kampioenschap. Hij reed voor het team Chevrolet Motorsport Sweden met een Chevrolet Cruze. Met drie overwinningen won hij de titel in de laatste race op Mantorp Park met twee punten voorsprong op Frederik Ekblom.
In 2012 verdedigde hij zijn titel in het STCC. Hij behaalde twee overwinningen, maar verloor de titel met zes punten verschil van Johan Kristoffersson. Ook reed hij in de eerste WTCC-race van het seizoen op het Autodromo Nazionale Monza voor Chevrolet Motorsport Sweden een gastraceweekend, waarin hij de races als vierde en tiende eindigde.
In het WTCC seizoen 2013 reed Rydell opnieuw een gastraceweekend voor het team NIKA Racing op het Shanghai International Circuit. Dit weekend had hij echter veel pech, waardoor hij de eerste race als veertiende eindigde en de tweede race niet aan de finish kwam.

### 24 uur van Le Mans
In 1990 (Porsche), 2002, 2004 (beiden Ferrari) en 2007 (Aston Martin) nam Rydell ook deel aan de 24 uur van Le Mans. Zijn beste resultaat behaalde hij in de laatste race, waarin hij vijfde werd en eerste in de GT1-klasse samen met David Brabham en Darren Turner.